# 涙の道

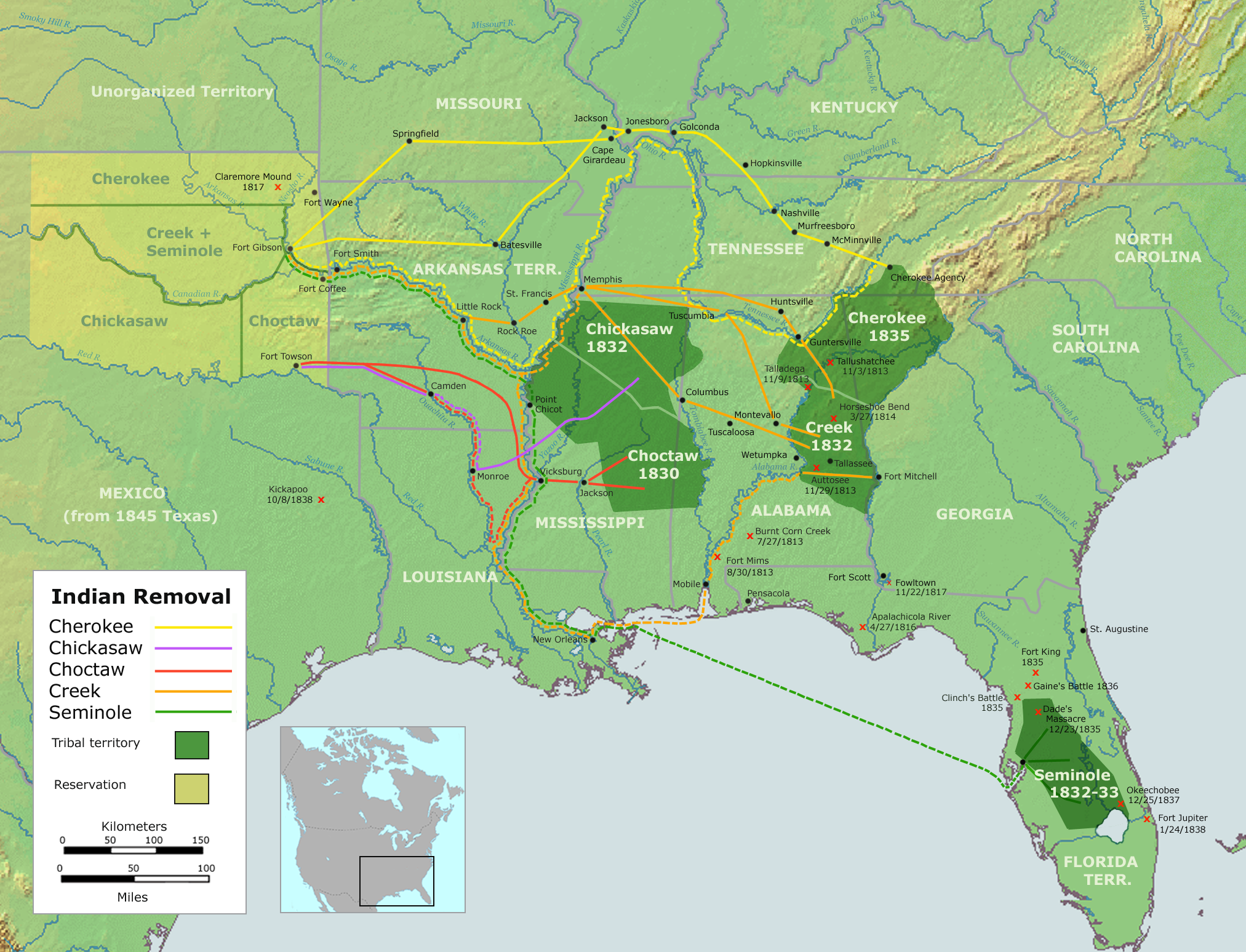
涙の道の経路

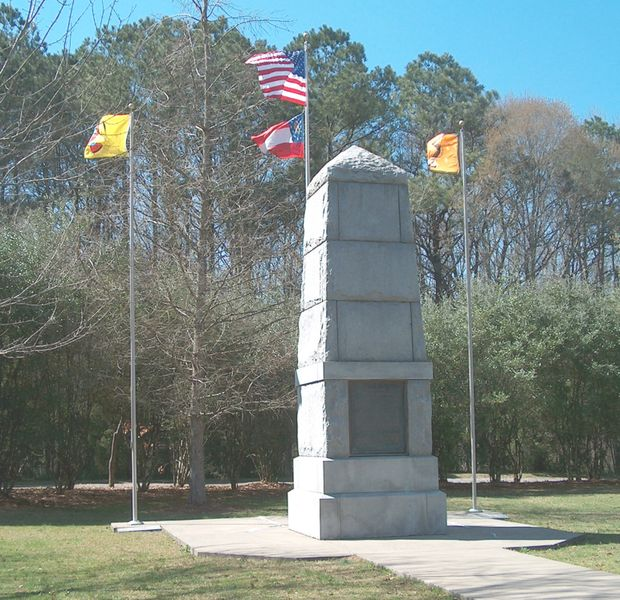
涙の道で死んだチェロキー族の記念碑

涙の道（なみだのみち、英：Trail of Tears）は、1838年にアメリカ合衆国のチェロキー族インディアンを、後にオクラホマ州となる地域のインディアン居留地に強制移動（Population transfer）させたときのことをいう。このとき、15,000名いたチェロキー族のうちおよそ4,000人から5,000人が途上で亡くなった。
チェロキー族の「涙の道」は、1830年の「インディアン移住法」の規定に基づいて署名されたニュー・エコタ条約の実践として起こった。条約は東部のインディアンの土地とミシシッピ川以西の土地との交換を取り決めたものであったが、インディアンの選ばれた指導者達にもチェロキー族の大多数の人々にも受け入れられてはいなかった。それにもかかわらず、条約は時のアメリカ合衆国大統領アンドリュー・ジャクソンによって実行に移され、西部に出発する前に合衆国軍が17,000名のチェロキー族インディアンを宿営地にかり集めた。死者の多くはこの宿営地での病気で倒れた。最初の集合の後は、合衆国軍の役目は限られたものになり、チェロキー族が移動の大半の監督を担当した。
チェロキー族の言語で、この出来事は、nvnadaulatsvyi 「我々が泣いた道」と呼ばれている。チェロキー族は、合衆国のインディアン移住の動きの結果として移動させられたインディアンでは唯一のものではなかった。「涙の道」という言葉は同じように移動させられた他の種族、特に「5つの文明化された部族」が体験したときも使われた。元々この言葉は最初に5つの文明化された種族の一つ、チョクトー族が強制移住させられた時に生まれた。

## ジョージア州とチェロキー族
19世紀初期における合衆国の急速な人口増加によって、多くの州の境界内に住むアメリカ・インディアンとの緊張関係が高まった。州政府は境界内に独立したインディアン居留地を抱え込むことを望まなかったが、インディアン種族は移住することを望んでいなかったし、独自のアイデンティティを持つことを諦めようとは思っていなかった。
1802年の協定で、ジョージア州は連邦政府に対する西部領土の領有権主張を諦めた（この領土は後にアラバマ州とミシシッピ州になった）。その代償に、連邦政府はジョージア州の中に住んでいるインディアン種族を移動させる条約の締結と実践を約束した。このことにより、ジョージア州は境界内のすべての土地を管轄可能になった。

## ゴールド・ラッシュと判例

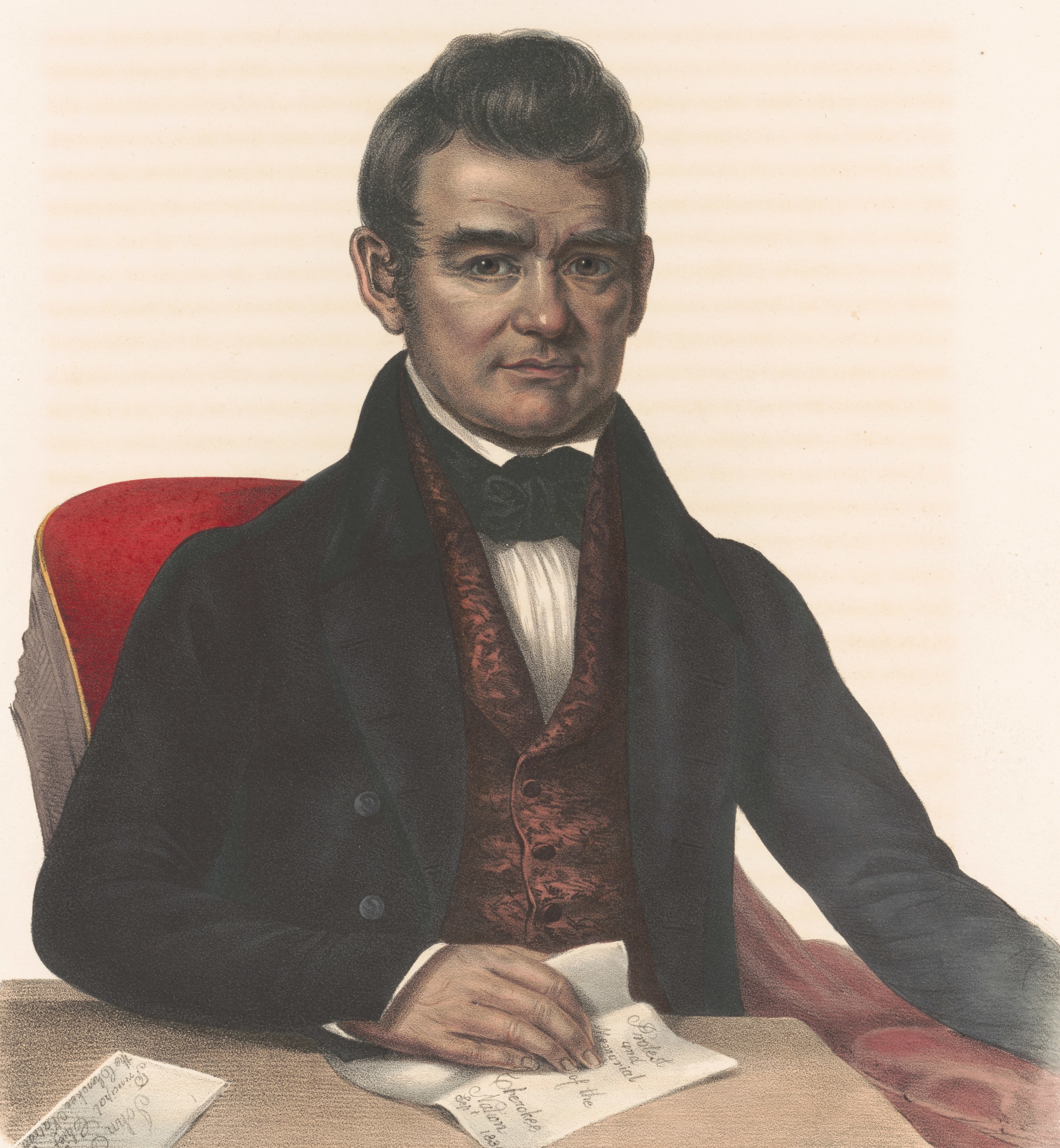
ジョン・ロス首長

ジョージア州とチェロキー族との間の緊張関係は1829年にジョージア州ダーロネガの近くで金鉱が発見されたことで頂点に達した。このことは合衆国の歴史の中でも初めてのゴールド・ラッシュを生んだ。期待を抱いた金の探鉱士がチェロキー族の土地を通過し始め、ジョージア州政府には1802年の協定の約束を満たすよう圧力が高まった。
ジョージア州が1830年にチェロキー族の土地に州法を及ぼそうと動いたとき、問題は最高裁にまで上げられた。1831年のチェロキー族対ジョージア州事件では、最高裁はチェロキー族は独立した主権国家ではないとして上告を棄却した。しかし、1832年のウースター対ジョージア州事件では、インディアン問題が州政府の問題ではなく連邦政府のみが取り仕切るものであるので、ジョージア州がチェロキー族の領土に法を押しつけることはできないと判決した。
アンドリュー・ジャクソン大統領は最高裁に食って掛かる時に、「ジョン・マーシャル（当時の最高裁長官）は判決を下す。今度はその判決を実行させろ」と言ったといわれる。ジャクソンは本当はこのようなことを言わなかったかもしれないが、インディアン移住の政策に積極的に関わった。ジャクソンはこの頃、無効化の危機として知られることになった州の権限問題に巻き込まれていたので、ジョージア州からチェロキー族を守るために国家権力を行使しようとは思わなかった。1830年のインディアン移住法によって、アメリカ合衆国議会は大統領に東部のインディアンの土地とミシシッピ川以西の土地を交換する移住条約の交渉をする権限を与えた。ジャクソンはジョージア州との紛争をチェロキー族に移住条約に署名させる圧力に用いた。

## 移住条約と抵抗

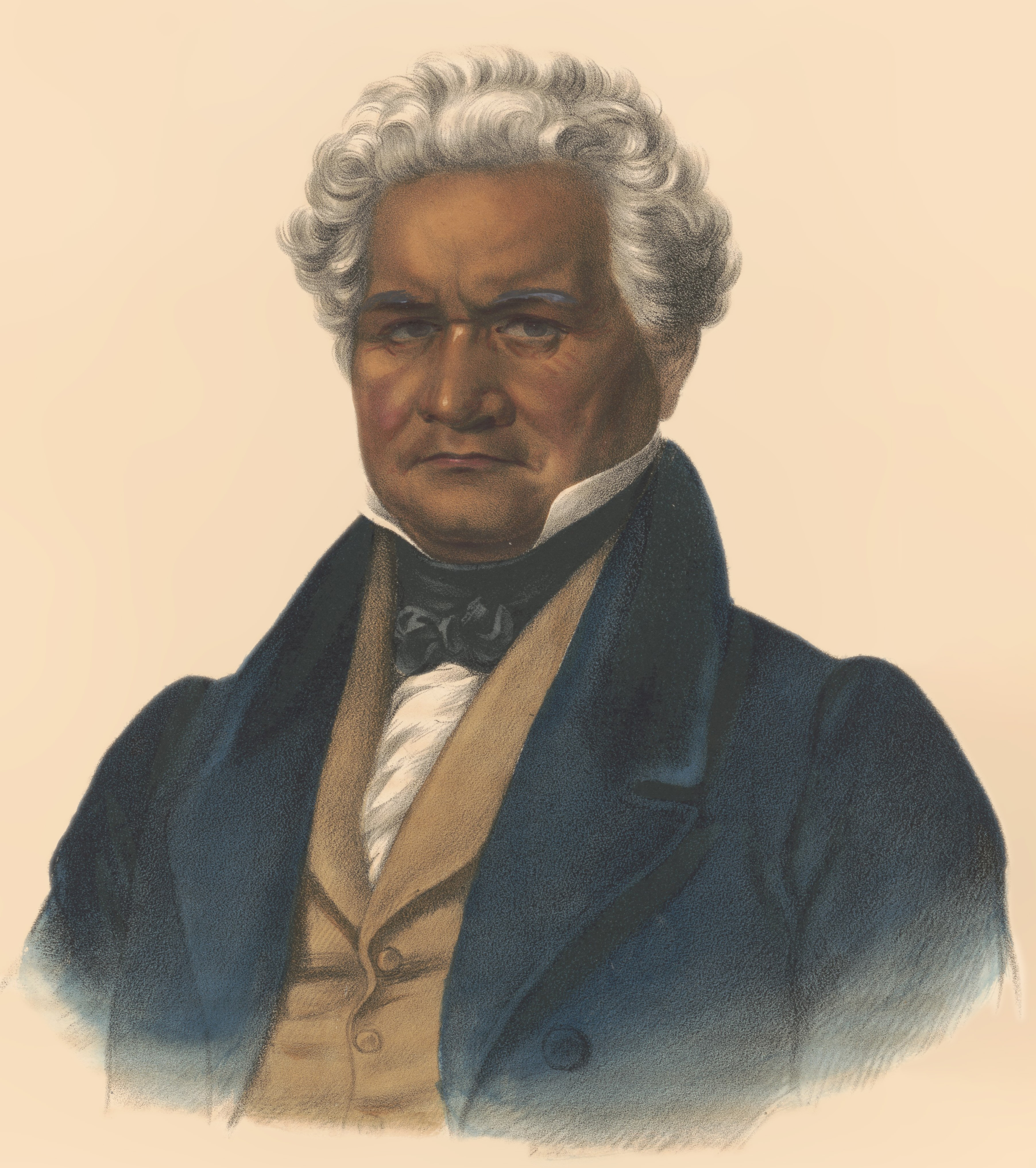
メイジャー・リッジ

ジャクソンが1832年の大統領選挙で地滑り的勝利で再選されたことにより、チェロキー族の中でも最も執拗に移住反対を唱えていた者もその立場について再考し始めた。チェロキー族のメイジャー・リッジに率いられ、その息子ジョン・リッジと甥のエリアス・ブーディノットとスタンド・ワティーは「リッジ党」あるいは「条約党」と呼ばれる党派を創った。リッジ党は白人の無断居住者や州政府および暴力沙汰が事態を悪くする前に、合衆国から有利な条件を引き出した方がチェロキー族の利益に繋がると信じた。ジョン・リッジは1820年代後半にジャクソンの官僚達と非公式の話を始めた。一方で、チェロキー族の移住を予測し、ジョージア州はチェロキー族の土地を市民に分け与えるために催す抽選の準備を始めた。
しかし、チェロキー族の選ばれた首長ジョン・ロスとその他大多数のインディアンは断固移住反対の姿勢を崩さなかった。政治的な操作が始まった。ロス首長は1832年の種族の選挙を取りやめ、委員会がリッジ党を弾劾し、そのメンバーの一人は殺された。リッジ党はこれに対抗するためにチェロキー族の一部のみを代表する委員会を構成した。これがチェロキー族を2つに割ることになり、西部のチェロキー族はメイジャー・リッジに率いられ、東部のチェロキー族はジョン・ロス首長をチェロキー族の首長と認め続けた。
1835年、ジャクソンはジョン・F・シャーマーホーン牧師を条約交渉の使者に指名した。合衆国政府はインディアン移住の見返りに450万ドルを支払う提案をした。この条件は1835年の10月にチェロキー族の委員会により拒絶された。ロス首長は自分の管理する種族とリッジ党との間の隙間を埋めることを目指し、ジョン・リッジとともに新しい交渉のためにワシントンD.C.に行ったが、そっぽを向かれシャーマーホーンと交渉するように言われた。
この間に、シャーマーホーンはジョージア州ニュー・エコタで移住賛成派の委員会との集会を開いた。数千もいたチェロキー族のうち、ほんの500名が招集に応じて出席し、1835年12月30日、チェロキー族移住に賛成する21名が（これにはメイジャー・リッジとエリアス・ブーディノットが含まれていた）、ニュー・エコタ条約に署名するか、（署名の代用を意味する）「X」記号を残した。ジョン・リッジとスタンド・ワティーは条約文がワシントンに戻って来たときに署名した。ロス首長は予想通り署名を拒んだ。署名した者は、ジョン・リッジが起草し1829年に制定されたチェロキー族の掟を侵害していた。その掟を破りチェロキー族の土地を売り渡すことに同意した者は罪とされ、刑は死であった。
チェロキー族委員会の誰もその書面に署名しなかった。この条約ではミシシッピ川以東のチェロキー族の土地を売り渡すことに同意していた。この文書は詐欺だというチェロキー族委員会やロス首長の抗議にもかかわらず、アメリカ合衆国議会は1836年5月23日に、1回の投票で条約を批准した。この時にリッジ党を含み多くのチェロキー族が西部に移動し、既に移住していた者に合流した。1836年の終わりまでに6,000名以上のチェロキー族インディアンが西部に移動した。しかし、16,000名以上の者が南部に残り、条約の執行期限は2年間しか残されていなかった。

## 強制移住

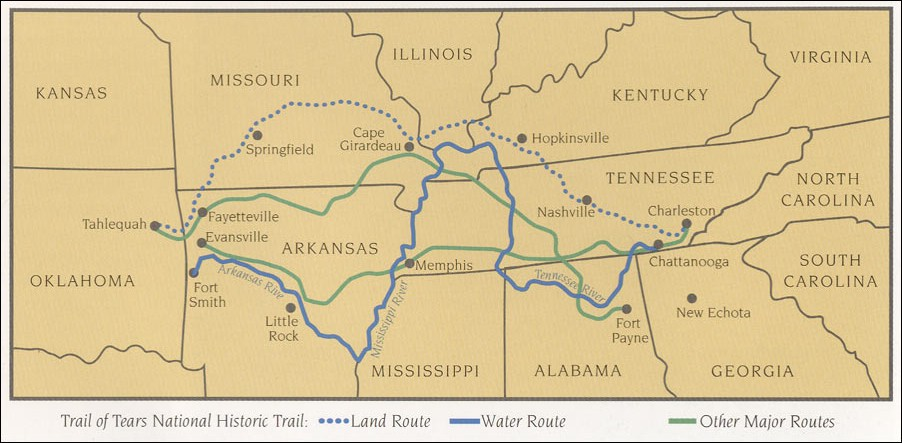
「涙の道国立歴史の道」のルートマップ。青い点線は陸路、青い線は水路、緑色の線はその他の移住経路

ニュー・エコタ条約に対する抗議が続いた。1838年春、ロス首長は15,000名以上のチェロキー族から署名を集め、合衆国議会が条約を無効にすることを求める請願書を提出した。多くのアメリカの白人も条約のあやふやな合法性に怒り、議会にチェロキー族の移住を強制しないよう求めた。例えば、1838年4月23日、ラルフ・ウォルド・エマーソンは、ジャクソンの後継者マーティン・ヴァン・ビューレンに手紙を書き、「チェロキー族に大きな非道行為」を行使しないよう訴えた。
それにもかかわらず、自発的な移住の期限である1838年5月23日が近づくと、ヴァン・ビューレン大統領はウィンフィールド・スコット将軍に強制移住作戦の指揮を割り当てた。スコットは約7,000名の兵士を率いて、5月17日にニュー・エコタに到着した。部隊は5月26日にチェロキー族インディアンをジョージア州に集め始め、10日後、作戦はテネシー州、ノースカロライナ州およびアラバマ州にも拡がった。約17,000名のチェロキー族インディアンと富裕なチェロキー族に所有されていた約2,000名の黒人奴隷が、住んでいた家から銃を突きつけられて3週間にわたって移動させられ宿営地に集められた。多くは背中に衣類を負っただけだった。続いて出発点に指定されたテネシー川沿いのロスズランディング（テネシー州チャタヌーガ）とガンターズランディング（アラバマ州ガンターズビル）およびハイワシー川（テネシー州カルフーン）沿いのチェロキー族部局に近いカス砦（テネシー州チャールストン）に移動させられた。それらの地点からはインディアン居留地まで、ほとんどが徒歩で時には馬や馬車、ボートを組み合わせておよそ1,200マイル (1,900 km)の距離を3つの経路で進んだ。
最初の宿営地で赤痢などの病気が流行り、多くの者が死んだ。3つの経路に送り出された後、1つのチェロキー族集団がスコット将軍に涼しくなって行進が容易になるまで待ってくれるように嘆願した。これが認められ、この時敗北を認めていたロス首長は残りの行程がチェロキー族委員会の監督で進められるように進言した。これには費用が嵩むので合衆国政府の中に反対の声が挙がったが、スコット将軍は残りの11,000名のチェロキー族をロス首長に預けて移動させる約定を裁定した。チェロキー族の管理による行進は8月28日に始まり、平均1,000人ずつの13の集団になって進んだ。この配慮はすべての者にとって改善であったが、病気がまだ多くの命を奪った。
涙の道の結果として死亡した者の数については様々な推測がなされた。アメリカ人の医者で宣教師のエリザー・バトラーは、一つの隊と歩んだ者であるが、宿営地で2,000名道中で2,000名と見積もった。この合計4,000名という数字はよく引用される数字となっている。1973年の学者による人口統計調査では合計で2,000名が死んだとされた。1984年の別の調査では合計8,000名となった。
旅の途中で人々は「アメイジング・グレイス」を歌って士気を高めていたと言われている。伝統的なキリスト教賛美歌が、この時より前に宣教師のサミュエル・ウースターとチェロキー族のエリアス・ブーディノットの手助けによってチェロキー語に訳されていた。以後、この歌はチェロキー族インディアンのある種の国歌になった。

## その後
移住させられたチェロキー族は最初にオクラホマ州ターレカーの近くに定着した。ニュー・エコタ条約と涙の道による政治的な混乱のうちに、メイジャー・リッジ、ジョン・リッジおよびエリアス・ブーディノットは暗殺された。リッジ党の指導者の中で唯一スタンド・ワティーが暗殺を回避した。チェロキー族の人口は最終的には元に戻り、今日の合衆国では最大のアメリカ・インディアン集団となっている。
この移住には例外もあった。おそらく1,000名のチェロキー族は合衆国兵士の目を逃れ、ジョージア州と他の州に移り住んだ。種族協同で所有していた土地以外に個人的に土地を所有していたチェロキー族は移住の対象にならなかった。ノースカロライナ州のウィリアム・ホーランド・トーマスという白人（少年の時にチェロキー族の養子になっていた）が所有するグレート・スモーキー・マウンテンにある土地に住んでいた約400名のチェロキー族は移住の対象とならなかった。これらノースカロライナ州のチェロキー族はチェロキー族東部隊となった。
涙の道は合衆国の歴史の中でも最も痛ましい話の一つと一般に考えられている。この出来事を記念するためにアメリカ合衆国議会は1987年に「涙の道国立歴史の道」を指定した。この道は9つの州にまたがり、長さは2,200マイル (3,540 km)ある。
2004年、カンザス州選出の上院議員で共和党員のサム・ブラウンバックが、過去の「インディアン種族に関する合衆国政府の間違った政策」に対し、「合衆国のためにあらゆる先住民族に謝罪をする」共同提案を行った（上院協同決議案37）。上院はまだこのための行動をとることができていない。